# Полехин, Денис Владимирович
Денис Владимирович Полехин (род. 17 августа 1990) — российский самбист, бронзовый призёр чемпионатов России по боевому самбо, мастер спорта России. Боец смешанных единоборств.

## Спортивные результаты

### Боевое самбо
- Чемпионат России по боевому самбо 2014 года — ;
- Чемпионат России по боевому самбо 2015 года — .
- Чемпионат России по боевому самбо 2017 года — .

### Смешанные единоборства
| Результат | Рекорд | Соперник         | Способ                        | Турнир                                   | Дата                 | Раунд | Время | Место                   | Примечание |
| --------- | ------ | ---------------- | ----------------------------- | ---------------------------------------- | -------------------- | ----- | ----- | ----------------------- | ---------- |
| Поражение | 2-3    | Курбан Ибрагимов | Единогласное решение          | M-1 Challenge 73 Battle of Narts         | 9 декабря 2016 года  | 3     | 5:00  | Назрань, Россия         |            |
| Победа    | 2-2    | Игорь Писня      | Сабмишном (скручивание пятки) | HFS Hooligan Fight Show 1                | 20 августа 2016 года | 1     | 0:20  | Тула, Россия            |            |
| Поражение | 1-2    | Евгений Болдырев | Единогласное решение          | WH — Igor Vovchanchyn Cup 3              | 5 июня 2013 года     | 2     | 5:00  | Харьков, Украина        |            |
| Поражение | 1-1    | Максим Футин     | Нокаутом (удар)               | CNN — Board and Sword                    | 23 ноября 2012 года  | 1     | 0:00  | Нижний Новгород, Россия |            |
| Победа    | 1-0    | Денис Комкин     | Сабмишном (ключ ахилла)       | Lion’s Fights 2 — Battle of Two Capitals | 2 сентября 2012 года | 1     | 0:43  | Санкт-Петербург, Россия |            |